# La Diligence de Tarascon
La Diligence de Tarascon est un tableau réalisé par le peintre néerlandais Vincent van Gogh en 1888. De format horizontal, cette huile sur toile représente une diligence dans la cour d'une auberge à Arles, dans les Bouches-du-Rhône, en France.
Elle s'inspire ce faisant des romans d'Alphonse Daudet mettant en scène Tartarin de Tarascon, dans lesquels apparaît un véhicule similaire ayant autrefois effectué la liaison entre Tarascon et Nîmes.
Propriété de la Henry and Rose Pearlman Foundation, l'œuvre se trouve depuis 1976 en dépôt au musée d'Art de l'université de Princeton, à Princeton, dans le New Jersey, aux États-Unis,. Elle est promise au musée d'Art du comté de Los Angeles, à Los Angeles, en Californie.